# О’Дрисколл, Марта
Марта О’Дрисколл (англ. Martha O'Driscoll; 4 марта 1922[…], Талса — 3 ноября 1998[…], Окала, Флорида) — американская киноактриса, менее известна как певица и танцовщица. Начала сниматься в возрасте 13 лет.

## Биография
Марта О’Дрисколл родилась 4 марта 1922 года в городе Талса (штат Оклахома, США). Брат — Пол, об отце ничего неизвестно. Девочка с 3 лет училась пению и танцам. В 1931 году она с матерью переехала в город Финикс (штат Аризона), где её приметил известный хореограф Гермес Пан, который предложил попробовать себя в кинематографе. Последовав совету, в 1935 году Марта с матерью переехали в Голливуд, где женщина в 1937 году открыла частную школу под названием «Мар-Кен»: «Мар» — от «Марта», а «Кен» — от «Кент», так звали сына второй соосновательницы школы. Учреждение проработало до начала 1960-х годов; а Марта начала сниматься в кино с 13-летнего возраста. Первые три года (семь фильмов) она появлялась только в эпизодических ролях и без указания в титрах, но после ей стали давать всё более серьёзные роли. Попутно она снималась в рекламе Max Factor и RC Cola. В 1947 году О’Дрисколл снялась в своей последней картине и оставила кинематограф, полностью посвятив себя семье (в том году она вышла замуж второй раз). Всего за 12 лет она снялась в 43 лентах (в том числе в 7 без указания в титрах).
В дальнейшем она работала в «Обществе Сары Сиддонс», в чикагских филиалах организаций «Лига юниоров» и «Клубы для мальчиков и девочек Америки»; была казначеем Всемирного международного фонда усыновления. В 1987 году стала соосновательницей и совладелицей Музея искусства Эпплтона.
Марта О’Дрисколл скончалась 3 ноября 1998 года в городе Окала (Флорида). Похоронена на кладбище Роузхилл в Чикаго. На момент смерти у неё было четверо родных детей, двое приёмных, а также тринадцать внуков и внучек.

### Личная жизнь
18 сентября 1943 О’Дрисколл вышла замуж за лейтенант-командора по имени Ричард Адамс (1909—1987), военного моряка (окончил службу в звании контр-адмирала). Уже через 10 месяцев пара рассталась, но официальный развод последовал лишь 18 июля 1947 года, так как командование ВС США отложило его «до окончания войны». Детей от этого брака не было.
20 июля 1947 года, спустя два дня после получения на руки свидетельства о разводе, О’Дрисколл вышла замуж за бизнесмена по имени Артур Эпплтон (1915—2008). Пара прожила вместе 51 год до самой смерти актрисы. У них было четверо родных детей — Джеймс, Джон, Линда и Уильям — и двое приёмных.

## Избранная фильмография

### Актриса
В титрах не указана
- 1935 — Последние дни Помпеи[англ.] / The Last Days of Pompeii — гражданка Помпеев
- 1935 — Питер Иббетсон[англ.] / Peter Ibbetson — девочка
- 1935 — Коронадо[англ.] / Coronado — танцовщица
- 1936 — Колледж[англ.] / Collegiate — танцовщица кордебалета
- 1936 — Да здравствует любовь[англ.] / Three Cheers for Love — танцовщица кордебалета
- 1937 — Она опасна[англ.] / She's Dangerous — блондинка
- 1938 — Без ума от музыки[англ.] / Mad About Music — девушка

В титрах указана
- 1938 — Школа для девочек[англ.] / Girls' School — Грейс
- 1939 — Судья Харди и сын[англ.] / Judge Hardy and Son — Леонора В. «Элви» Хортон
- 1939 — Секрет доктора Килдейра[англ.] / The Secret of Dr. Kildare — миссис Робертс
- 1940 — Мальчуган[англ.] / Laddie — Салли Стэнтон
- 1940 — Сорок маленьких матерей[англ.] / Forty Little Mothers — Джанетт
- 1940 — Караван повозок[англ.] / Wagon Train — Хелен Ли
- 1940 — Маленький Абнер[англ.] / Li'l Abner — Дейзи Мэй Скрэгг
- 1941 — Леди Ева / The Lady Eve — Марта
- 1941 — Её первый кавалер[англ.] / Her First Beau — Джули Харрис
- 1941 — Генри Олдрича — в президенты[англ.] / Henry Aldrich for President — Мэри Олдрич
- 1942 — Невероятный Эндрю[англ.] / The Remarkable Andrew — секретарша окружного прокурора
- 1942 — Пожнёшь бурю[англ.] / Reap the Wild Wind — Айви Деверо
- 1942 — Юность на параде[англ.] / Youth on Parade — Салли Карлайл
- 1943 — Молодые и страждущие[англ.] / Young and Willing — Дотти Кобёрн
- 1943 — Нас никогда не побеждали[англ.] / We've Never Been Licked — Дид Данем
- 1943 — Падший воробей / The Fallen Sparrow — Уитни Паркер, певица
- 1943 — Сумасшедший дом[англ.] / Crazy House — Марджори Нельсон, она же Марджори Уиндингем
- 1944 — Уикенд прошёл[англ.] / Week-End Pass — Барбара «Бэбс» Брэдли, она же Барбара Лейк
- 1944 — Следуя за парнями[англ.] / Follow the Boys — в роли самой себя
- 1944 — Охотники за привидениями[англ.] / Ghost Catchers — Сюзанна Маршалл
- 1945 — Под Западными небесами[англ.] / Under Western Skies — Кэти Уэллс
- 1945 — Сюда идут студентки / Here Come the Co-Eds — Молли МакКарти
- 1945 — Её счастливая ночь[англ.] / Her Lucky Night — Конни
- 1945 — Сомнительная леди[англ.] / Shady Lady — Глория Уэнделл
- 1945 — Далтоны снова в седле[англ.] / The Daltons Ride Again — Мэри Боханнон
- 1945 — Дом Дракулы / House of Dracula — Милица Морелле
- 1946 — Белокурое алиби[англ.] / Blonde Alibi — Мэриан Гейл
- 1946 — Вниз по Миссури[англ.] / Down Missouri Way — Джейн Колуэлл
- 1946 — Криминальный суд[англ.] / Criminal Court — Джорджия Гейл
- 1947 — Карнеги-холл[англ.] / Carnegie Hall — Рут Хейнс

### Исполнение песен
- 1942 — Пожнёшь бурю[англ.] / Reap the Wild Wind — «Tis But A Little Faded Flower»
- 1942 — Юность на параде[англ.] / Youth on Parade — «I've Heard that Song Before»
- 1943 — Падший воробей / The Fallen Sparrow — «Nightclub Song»
- 1943 — Сумасшедший дом[англ.] / Crazy House — «Jealous», «My Rainbow Song» и «Someday I'll Dream Again»
- 1944 — Уикенд прошёл[англ.] / Week-End Pass — «All or Nothing at All»
- 1945 — Под Западными небесами[англ.] / Under Western Skies — «Under Western Skies», «Don’t Go Making Speeches» и «An Old Fashioned Girl»
- 1946 — Криминальный суд[англ.] / Criminal Court — «A Lovely Way to Spend an Evening» и «I Couldn’t Sleep a Wink Last Night»